# Los Estrechos
Los Estrechos (els Estrets en valencià) és un paratge natural ubicat a la comarca valenciana de l'Alt Millars, dins del terme municipal de Montanejos. Entre aquesta població i l'embassament d'Arenós, el riu Millars travessa una sèrie de congostos, amb una amplada d'uns 25 metres i tancat per parets verticals que en alguns indrets superen els 100 metres en vertical. La zona compta amb sender habilitat per a anar a peu o en bicicleta de muntanya, la qual cosa junt la pràctica de l'escalada, han comportat un aprofitament turístic del paratge.